# Zamek Piastowski w Opolu

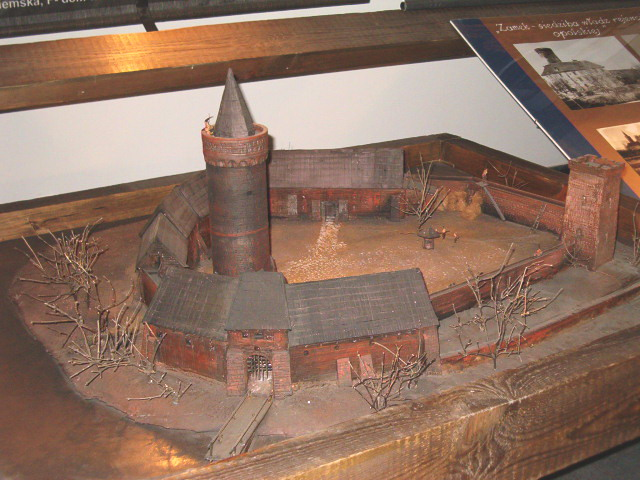
Model Zamku Piastowskiego

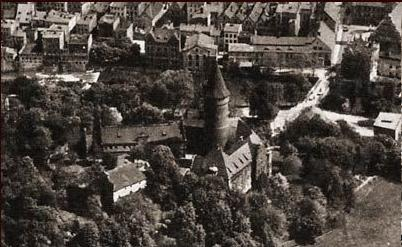
Zdjęcie lotnicze zamku w latach 20. XX w.

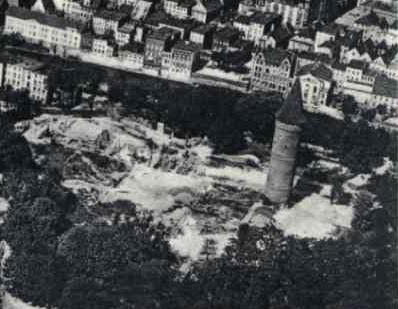
Zdjęcie lotnicze wieży piastowskiej ok. 1930 r.

Zamek Piastowski w Opolu – zamek na odrzańskiej wyspie Pasieka w Opolu, którego budowę rozpoczął prawdopodobnie po 1217 r. książę Kazimierz I opolski, rozebrany w latach 1928–1931.

## Historia

### Średniowiecze
W miejscu, w którym powstał zamek, znajdowała się wcześniej osada plemienia Opolan, której historia sięga VIII w. Badania dendrochronologiczne dowodzą, że w czasach panowania Mieszka I zbudowano tu około 985 r. nowy gród w formie tzw. „grodu piastowskiego” (jednocześnie wraz z budową grodów we Wrocławiu i Legnicy). W 1228 r. wzmiankowana jest budowa przez księcia Kazimierza I opolskiego murowanego zamku. W XIII w. zamek był rozbudowywany przez Piastów opolskich, w szczególności przez Bolka I opolskiego w latach 1273–1289. W tym czasie powstało palatium, a w połowie XIV w. wzniesiono zachowaną do dzisiaj Wieżę Piastowską. W 1396 r. oblegany i uszkodzony przez wojska polskie króla Władysława Jagiełły.

### Nowożytność
Zamek był siedzibą Piastów opolskich do śmierci ostatniego przedstawiciela rodu (Jana II Dobrego) w 1532 r. W 1552 r. w zamku planowała zamieszkać księżna Izabela Jagiellonka, siostra Zygmunta II Augusta, która otrzymała księstwo opolsko-raciborskie jako zastaw, ale zamek nie nadawał się do zamieszkania. W latach 1558–1566 r. został częściowo odbudowany w stylu renesansowym przez starostę Jana von Oppersdorffa. Prace nadzorował Francesco Parr, włoski murarz i kamieniarz znany z prac przy zamkach w Brzegu i Oleśnicy. W 1602 r. nastąpiła reperacja wieży zamkowej i nakrycie jej nowym dachem. Uszkodzony w pożarze miasta w 1615 r., który wybuchł na jego terenie. Ufortyfikowany w czasie wojny 30-letniej, bezskutecznie oblegany w 1633 i 1634 r. przez wojska cesarskie, a po zakończeniu wojny określany jako silnie uszkodzony. Wskutek oblężeń i późniejszych pożarów stan budynków zamkowych uległ pogorszeniu. Wedle legendy w 1655 r. schronić miał się w nim przed potopem szwedzkim polski król Jan II Kazimierz Waza, jednak w rzeczywistości w związku z tym, że zamek już wtedy popadł w częściową ruinę, monarcha zdecydował się przyjąć zaproszenie hrabiego Franciszka von Oppersdorffa i zatrzymał się w kamienicy „Pod Lwem”, skąd przeniósł się następnie do zamku Oppersdorffów w Głogówku. W latach 1737 i 1739 zamek uległ uszkodzeniu w wyniku pożarów.

### XIX wiek
W XIX w. obiekt stracił charakter obronny – w latach 1838–1855 rozebrano mury zamkowe, zasypano fosę oraz rozebrano budynek, w którym w XVIII w. mieścił się sąd. W 1860 r. zaadaptowano zamek na potrzeby siedziby rejencji opolskiej, poddając go modernizacji. W 1880 r. poddano remontowi wieżę – otynkowano ją i przykryto stożkowatym hełmem. Obszar wokółzamkowy został przekształcony w park zamkowy, który udostępniono mieszkańcom miasta. W latach 1885–1886 przedłużono skrzydło północne do wieży głodowej.

### XX wiek
W latach 1904–1906 przebudowano skrzydło północne, a po stronie południowo-zachodniej wzniesiono nowe w stylu neorenesansowym. Dalsze plany modernizacji zostały zarzucone z powodu I wojny światowej.
W latach 1928–1931 na mocy decyzji ówczesnego prezydenta rejencji opolskiej i nadprezydenta prowincji górnośląskiej, dra Alfonsa Proskego, rozebrano zamek w związku z fatalnym stanem technicznym. Dzięki ostrym sprzeciwom mniejszości polskiej w Opolu oraz Związku Polaków w Niemczech udało się powstrzymać rozbiórkę wieży zamkowej tzw. Wieży Piastowskiej, która stała się symbolem Opola.
W miejscu zamku postawiono biurowiec, nową siedzibę rejencji, zbudowany w stylu modernizmu wedle projektu architekta Friedricha Lehmanna, oddany do użytku w 1934 roku. Przed budową rozpisano konkurs, a wedle założeń każdy z projektów miał uwzględniać pozostawienie wieży. Biurowiec jest siedzibą Opolskiego Urzędu Wojewódzkiego. Podczas budowy biurowca odsłonięto ślady średniowiecznego grodu; przeprowadzono wówczas jedynie badania ratownicze, natomiast planowe badania wykopaliskowe przeprowadzono w latach 1948–1968 i 1977–1978. Prace stanowiły ważne odkrycie archeologiczne i pozwoliły na ustalenie najstarszych śladów osadnictwa na obszarze wyspy.

## Architektura
Najstarszą częścią murowanego zamku pochodzącą z początków XIII w. była czworoboczna wieża mieszkalno-obronna tzw. donżon o wymiarach 12,5 x 13,5 m oraz obwodowy mur obronny w części południowej założenia, wzniesione z cegły w wątku wedyjskim. Zakończenie tej fazy umacniania murów zamku, wraz z prostokątną basztą zwaną głodową w części północno-wschodniej, nastąpiło za panowania Bolka I. Wzniesiono wówczas palatium na planie zbliżonym do prostokata o wymiarach 18 x 14 m z cegły w wątku gotyckim, dostawione od północy do donżonu z czasów Kazimierza I. Prawdopodobnie na jego piętrze znajdowała się kaplica zamkowa, poświęcona w 1307 r.
W połowie XIV w. wybudowano w narożniku południowo-wschodnim okrągłą wolnostojącą 35-metrową wieżę ostatecznej obrony tzw. stołp (bergfried). Była ona usytuowana w bliskiej odległości od budynku bramnego, którego pozostałości odkryto podczas prac archeologicznych w latach 2011–2012. Gotycki zamek po 1558 r. został przebudowany w stylu renesansowym. Jednak o nowożytnym kształcie i jego przemianach trudno coś pewnego stwierdzić, ponieważ w związku z wyburzeniem w latach 1928–1931 zachowały się jedynie gotyckie fundamenty. Z późniejszego okresu pochodzą natomiast odkryte w latach 1948–1951 fundamenty wolnostojącej barokowej kaplicy zamkowej, wzniesionej w okresie pomiędzy 1680 a 1730.